# إدغار وايت بوريل
إدغار وايت بوريل (بالإنجليزية: Edgar White Burrill)‏ هو مقدم برامج إذاعية أمريكي، ولد في 8 يونيو 1883 في بوسطن في الولايات المتحدة، وتوفي في 5 ديسمبر 1958 في سان فرانسيسكو في الولايات المتحدة.